# Sonor

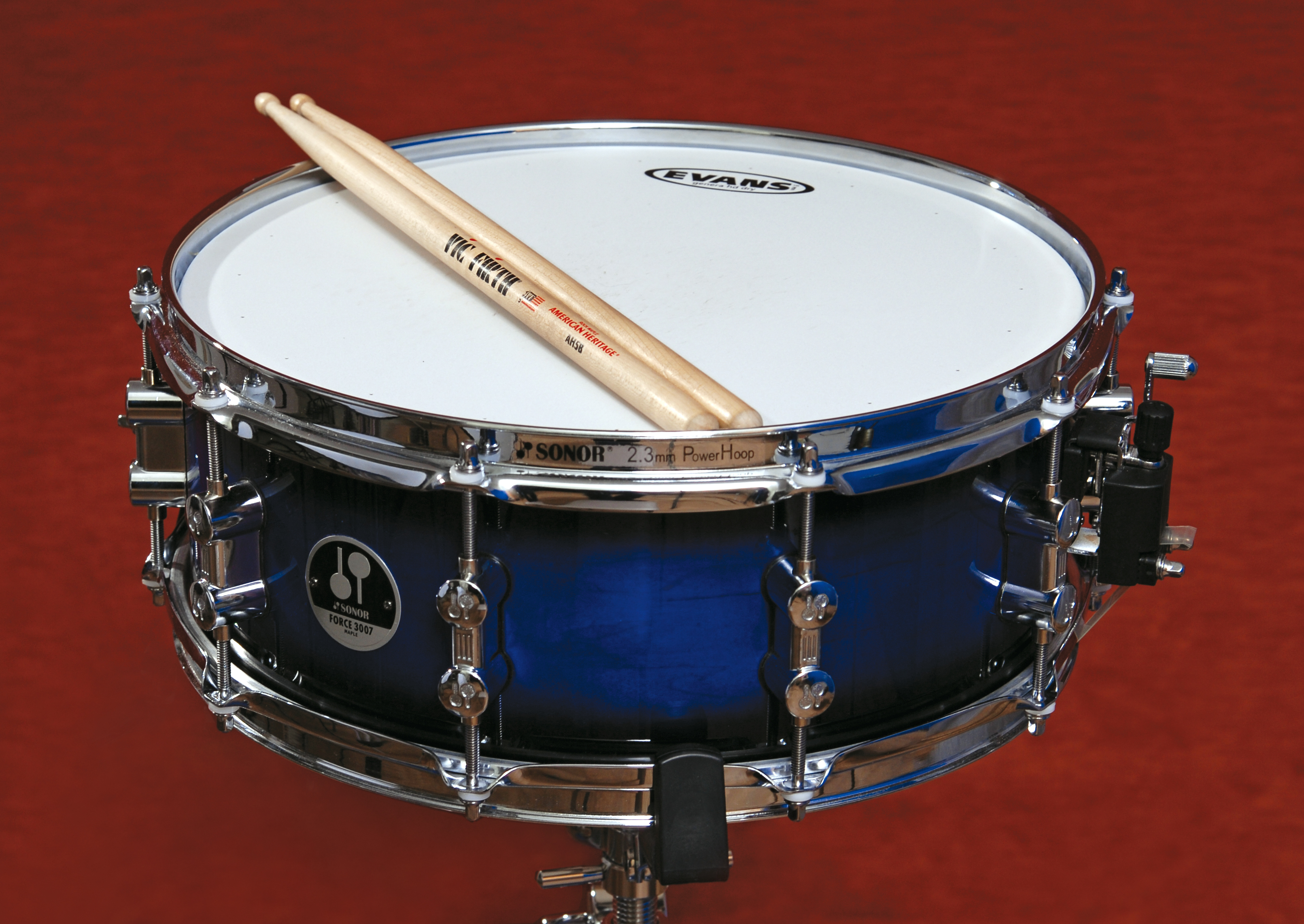
Малый барабан Сонор Force 3007 и палочки Vic Firth

Sonor — немецкий производитель барабанных установок и комплектующего оборудования к ним. Основана в 1875 г. Йохансоном Линком.
Продукция фирмы славится высоким качеством, современным дизайном и доступна для приобретения во всем мире.

## История компании
Компания была основана в 1875 году Йохансоном Линком, токарем. Йоханнес начал производство военных барабанов и мембран. В течение следующих 25 лет, завод в Вайсенфельсе увеличил количество производимой продукции. К 1900 году, компания производила полный набор высококачественных ударных инструментов. Каталог 1899 года предлагает литавры, малые барабаны и другие инструменты, в которых были реализованы новые идеи производства.
Йоханнес умер в 1914 году, его сменил сын Отто. В течение 36 лет он руководил компанией в Вайсенфельсе.
Интересно, что ситуацию в компании сделала возможной именно другая карьера Отто. Кроме руководителя фабрики, он был почетным консулом Швеции. В 1946 году сын Отто, Хорст, решил переехать из Восточной Германии в британский сектор оккупированной Западной Германии, где приобрел заброшенный барак британской армии, в котором начал производство первый завод Sonor в Западной Германии. Там производили барабанные мембраны.

## Модельный ряд

### Серия Force
- Модель Force 3000 — сначала модели производились в Германии до 3001 серии, а затем в Китае. Эта серия барабанов позволила представить продукцию Сонор на рынке музыкальных инструментов и приобрела большую популярность во многих странах мира. Особенности модели: корпус из скандинавской берёзы, уникальный способ нанесения лака высокого качества. Когда производство переехало на Дальний Восток, он попал в «бюджетную» линию (линию потребительских возможностей).
- Модель Force 507 является дешевым модельным рядом Сонор и предназначена для начинающих. Однако известна своей надежностью и качественным звучанием. Она имеет 9-слойный корпус из липы и оборудования низкого класса, относительно других серий групп.
- 'Модель Force_1007: 9-слойный корпус из липы.
- 'Модель Force_2007: 9-слойный корпус из берёзы.
- Модель Force_3007 является группой моделей Сонор высокого класса, с 9-слойным корпусом из клёна.

### Прочие серии
- Серия S Classix характеризуется тонким корпусом с перекрестным заключением слоев из скандинавской березы. Серия S Classix бывает с корпусом обработанным шпоном чёрного дерева, грецкого ореха, палисандра или клёна. Предоставляется покрытие 2-х видов: прозрачный матовый лак, или непрозрачный акриловый пластик.
- Серия Delite сделано из очень тонкой оболочки из клёна, что отображается на малом весе барабанов и уникальном звучании.
- Серия SQ2это установка высокого класса, в которую входит большой спектр барабанов разного диаметра с уникальным дизайном.